# Iolaus moyambina
Iolaus moyambina är en fjärilsart som beskrevs av Henry Stempffer och Bennett 1959. Iolaus moyambina ingår i släktet Iolaus och familjen juvelvingar. Inga underarter finns listade i Catalogue of Life.